# Batalla de Tannenberg (1914)
La batalla de Tannenberg, también conocida como la segunda batalla de Tannenberg, la cual se dio en 1914, enfrentó a los imperios ruso (1.º y 2.º ejércitos) y alemán (8.º Ejército) al comienzo de la Primera Guerra Mundial (en el primer mes de la guerra), cerca de la localidad de Allenstein en Prusia Oriental. Este enfrentamiento resultó ser de considerable importancia en la Gran Guerra, y tuvo lugar del 23 al 30 de agosto de 1914.
La batalla tuvo como consecuencia la casi total aniquilación del 2.º Ejército ruso y del suicidio de  su comandante general: Aleksandr Samsónov. Una serie de batallas inmediatamente posteriores (primera batalla de los Lagos Masurianos), destruyeron la mayor parte del 1.° Ejército ruso también, lo cual dejó en muy mala situación bélica a Rusia hasta la primavera de 1915.
Este enfrentamiento es notable por la rápida movilización de tropas del 8.º Ejército (Imperio alemán) por ferrocarril, lo cual permitió a un solo ejército alemán concentrarse y presentar un único frente de batalla, alternadamente (uno después del otro) contra dos ejércitos rusos de mayor tamaño aunque de movimientos bastante más lentos (primero, provocando el retraso del 1.º, para atacar al 2.º en ese tiempo, hasta destruirlo, para algunos días después, volverse contra el 1.º y lograr su derrota). Otro  factor muy importante fue el pésimo sistema de códigos utilizados en sus mensajes, por el mando militar ruso, los cuales eran muy fácilmente interceptados y descifrados por el mando militar alemán, lo cual les permitió tener la seguridad que podrían atacar en estos casos, sin temor a ser flanqueados por el enemigo. 
Si bien la batalla sucedió realmente en las afueras de la población de Allenstein, mientras que Tannenberg se halla a unos 30 kilómetros al oeste, Hindenburg la denominó «batalla de Tannenberg» por motivos de propaganda, para mitigar el recuerdo de la derrota de la Orden Teutónica a manos de tropas polaco-lituanas en la batalla homónima de 1410.

## Antecedentes
El plan de batalla aliado anterior a la guerra consistía en que Francia y el Reino Unido demorasen a los alemanes en el frente occidental mientras enormes ejércitos rusos eran organizados y transportados hasta el frente. Las cifras eran impactantes: en quizás un mes, más o menos, los rusos podrían reunir aproximadamente diez ejércitos, más tropas que las que los alemanes poseían en ambos frentes combinados. Sin embargo, al tiempo de la batalla de Tannenberg, la proporción real entre tropas rusas y alemanas era de 1,9 a 1,6.
El principal problema del mencionado plan era la falta de un sistema adecuado de vías de ferrocarril en Rusia, al ser pocas las líneas de tren utilizables. Además, los trenes rusos operaban con un ancho de vías distinto al de los alemanes, lo cual significaba que, a menos que los rusos de alguna forma adquiriesen vagones alemanes, las unidades del Ejército Imperial Ruso solo podrían ser transportadas en tren hasta la frontera, debiendo avanzar a pie sobre suelo alemán. La amenazante presencia de tropas austrohúngaras al sur, como también, inicialmente, la de tropas japonesas al este, limitaron el desempeño ruso al comienzo. Aun así, los rusos veían a los alemanes como su principal amenaza y habían trazado un plan para hacerse con Prusia Oriental rápidamente.
Los alemanes, por su parte, también consideraban que el Imperio ruso era su principal amenaza. Todo el Plan Schlieffen se basaba en la idea de derrotar a Francia y Gran Bretaña lo más rápido posible, para entonces transportar sus tropas por tren hacia el este, al frente oriental. Esto permitió a los alemanes guarnecer Prusia más bien ligeramente, con un solo ejército, el 8.º, mientras que el 9.º permanecía en Alemania Central, con el fin de reforzar cualquiera de los dos frentes, según la necesidad del momento. De acuerdo con esto, no se podía hacer mucho más que acciones dilatorias en el frente oriental mientras se decidía la suerte de la guerra en el frente occidental. Con el propósito de retrasar a las tropas rusas el mayor tiempo posible, toda el área alrededor de Königsberg, cerca de la frontera con Rusia, fue fuertemente fortificada con trabajos de campo. El hecho de que Francia —dotada de ferrocarriles eficaces y numerosos— tuviera más facilidad que Rusia en movilizar a sus tropas fue un elemento que motivó al mando del Reichsheer a dar prioridad a la ofensiva contra los franceses, contando con que las fuerzas rusas demorarían muchas semanas en ejecutar una ofensiva seria.
Poco antes del estallido de la guerra, la situación se desarrolló en gran medida como se había planificado. El 8.º ejército alemán estaba estacionado al sureste de Königsberg, mientras que los dos ejércitos rusos disponibles estaban al este y al sur, estando el anterior en lo que se conocía como "la saliente polaca". Los planes de guerra rusos requerían un avance inmediato del 1.º ejército ruso, al mando del general Paul von Rennenkampf dentro de Prusia Oriental, con Königsberg como su meta a corto plazo. El 2.º ejército ruso, bajo el general Aleksandr Samsónov, al sur, se movería hacia el oeste alrededor de los lagos de Masuria, para entonces virar al norte a una zona con numerosas elevaciones y romper las líneas alemanas, quienes para ese punto estarían forzadas a defender el área alrededor de Königsberg. Si el plan se llevaba a cabo de forma exitosa, los alemanes se hubieran visto rodeados en la Prusia Oriental.

## Preludio
Cuando estalló la guerra, la batalla se desarrolló principalmente de acuerdo con el plan ruso. Los alemanes habían movilizado más o menos la mitad de las unidades del 8.º ejército, reforzados por unidades pequeñas de la guarnición de Königsberg, a posiciones al este de Königsberg, cerca de la frontera. La batalla de Stallupönen, un enfrentamiento a pequeña escala con el I cuerpo alemán, al mando de Hermann von François, fue inicialmente exitosa. El comandante alemán, el general Maximilian von Prittwitz, ordenó de todas formas la retirada hacia la localidad de Gumbinnen, a 20 kilómetros de la frontera. Un contraataque planeado para el 20 de agosto tenía ciertas posibilidades de tener éxito, pero Von François, aparentemente envalentonado por su éxito en Stallupönen, atacó demasiado temprano, desechando así el factor sorpresa. El revés en la batalla de Gumbinnen obligó a los alemanes a batirse en retirada, en tren en muchos casos, a emplazamientos al sur de Königsberg.
Preocupado por la derrota en Gumbinnen y el continuo avance de Samsonov y sus hombres del 2.º ejército desde el sur, el general Von Prittwitz ordenó a sus tropas replegarse hasta el río Vístula, abandonando por lo tanto Prusia Oriental. Tan pronto semejantes noticias llegaron a sus oídos, Helmuth Johan von Moltke, jefe del Estado Mayor del ejército alemán, destituyó a Von Prittwitz y a su asistente Waldersee, llamándolos a Berlín, mientras que ocupó su puesto el general Paul von Hindenburg, quien fuera convocado desde su retiro. Erich Ludendorff, quien recientemente había tomado las fortificaciones de Lieja (en Bélgica) sería su jefe del Estado Mayor.
Para los comandantes en Berlín, la situación no era tan ominosa como parecía, pues las bajas germanas no eran muy elevadas. Las relaciones entre los comandantes rusos, Samsonov y Rennenkampf, eran tirantes desde que Samsonov se quejó públicamente del comportamiento de Rennenkampf en la batalla de Mukden en 1905. Si bien los rumores de que ambos comandantes se hubieran peleado en una estación de tren hasta llegarse a dar puñetazos fueron posteriormente desmentidos, Rennenkampf sin duda no se sentiría particularmente inclinado a ayudar a su par a menos que una situación de extrema urgencia lo requiriese. Además, el 2.º ejército de Samsonov estaba teniendo serios problemas para avanzar debido a inconvenientes con los suministros de medicinas y municiones, resultado del deficiente sistema de transportes de Rusia. Y, además de eso, Rennenkampf había ordenado retrasar el avance de su 1.º ejército después de tomar Gumbinnen, con la intención de reagruparse, temiendo que los alemanes atacaran de nuevo. Esto le era totalmente desconocido a Samsonov.
Así y todo, la enorme magnitud de las fuerzas desplegadas en territorio alemán todavía significaba que 230 000 rusos aventajaban al enemigo (150 000 alemanes). En la manera en que estaban desplegados, los hombres del 8.º ejército alemán ni siquiera podían cubrir todo el frente de marcha de Samsonov, dejando su ala derecha abierta para avanzar sin oposición alguna. A menos que tropas del área de Königsberg —I y XVII cuerpos, además del I cuerpo de la reserva— pudieran movilizarse para hacer frente a esta amenaza, las líneas alemanas corrían serio peligro de ser rotas.

## Planificación
El coronel Max Hoffmann, jefe de operaciones asistente de Von Prittwitz, estaba bien al tanto de la animosidad entre los comandantes rusos a los que se enfrentaba y de cómo pudiera este hecho influir en sus planes. Suponiendo que las dos columnas rusas continuarían su avance independientemente, Hoffmann propuso la movilización de todas las tropas, a excepción de aquellas que ya estuviesen en la línea defensiva oriental de Königsberg, hacia el suroeste, moviendo el I cuerpo por tren al extremo izquierdo de la línea del 2.º ejército ruso, una distancia de más de 160 km. El I cuerpo y el XVII cuerpo de la reserva, por entonces al sur del I cuerpo, debían prepararse para una movilización más al sur todavía para enfrentar al VI cuerpo de Samsonov, en su flanco derecho. La 1.ª división de caballería alemana permanecería justo al sur del límite oriental de las defensas de Königsberg, a manera de pantalla de humo, para confundir y retrasar el avance del 1.er ejército de Von Rennenkampf. De esta manera, la única porción de las defensas de Königsberg verdaderamente cubierta por la infantería sería la porción oriental, mientras que los ataques desde el sur no encontrarían resistencia alguna.
En teoría, el plan era extremadamente arriesgado. Si el 1.º ejército ruso de Rennenkampf virase hacia el suroeste en vez de seguir avanzando directamente hacia el oeste, aparecería en el extremo flanco izquierdo del 8.º ejército alemán, y entonces podrían o contraatacar al 8.º ejército o bien atacar Königsberg, que se encontraba indefensa por el lado sur debido a los movimientos de tropas. Sin embargo, Hoffmann estaba convencido de la plausibilidad de su plan por dos razones: primero, porque era consciente de la animosidad entre los dos generales rusos, y segundo, por conocer que los oficiales rusos transmitían sus mensajes sin cifrar. Aparentemente los rusos habían superado su zona de líneas telegráficas seguras y andaban escasos de telegrafistas entrenados y equipo criptográfico. Esto forzó a los rusos a transmitir todos sus mensajes mediante telegrafía sin cables abiertamente, usando códigos de cifrado muy simples, los cuales eran fácilmente interceptados y traducidos por los alemanes. Otros autores, sin embargo, han sugerido que los comandantes rusos actuaron así pues temían que sus propios hombres no pudieran descifrar sus órdenes, y no porque confiaran que los alemanes no podrían descifrarlos.

## La batalla
Al amanecer del 26 de agosto, el 1.º ejército ruso avanzó hacia el oeste, a Königsberg, encontrando poca resistencia inicial, pues las tropas alemanas habían sido desplazadas al sur, frente al ala derecha del 2.º ejército ruso. Fue allí donde comenzó la batalla propiamente dicha, cerca de Seeburg y Bischofstein, con resultado victorioso para los alemanes, que en un ataque frontal de infantería y caballería forzaron a retroceder a los rusos hacia la frontera. Entretanto, el ala izquierda del 2.º ejército era bloqueada en su avance a Tannenberg por otro cuerpo de ejército alemán. Las alas izquierda y derecha del 2.º ejército sufrieron serias bajas y debieron replegarse, mientras el general Samsonov, en el sector centro, tan solo supo al terminar el día el grave peligro que corrían sus tropas. Con escasa artillería disponible, la ofensiva rusa no solo era detenida, sino que terminaba en la destrucción del 2.º ejército.
El día 27 de agosto, François atacó el ala izquierda rusa. Gracias al apoyo de su potente artillería, al anochecer los rusos estaban huyendo sin remedio. Para estabilizar su línea, en la tarde del 27 Samsonov ordenó parar el avance a Königsberg de las fuerzas del 1.º ejército (dirigido por Von Rennenkampf) y mandó que este girara al sudoeste para contraatacar en Tannenberg, en donde se había juntado el grueso del 2.º ejército.
Al atardecer del 28 de agosto, Samsonov, ante la precaria situación de sus fuerzas, hubo de ordenar una retirada al sudeste para tratar de reorganizarse, pues ahora el sector central de sus tropas tenía graves problemas para abastecerse y seguir la lucha. Pero era demasiado tarde: entretanto, François ya había avanzado más al este para formar una línea al sur de los rusos, que les cortaba la retirada, formando así un «bolsillo» que rodeó a los rusos al este del poblado de Tannenberg, bolsillo que fue bombardeado constantemente por la artillería alemana durante el 29 de agosto. Al atardecer de esa jornada, los apenas diez mil supervivientes rusos huyeron del cerco alemán como pudieron.
Los intentos del 1.º ejército ruso para ayudar llegaron tarde: la caballería alemana —gracias al fácil descifrado de mensajes rusos— estaba al tanto de sus movimientos y retrasó al 1.º ejército lo bastante para impedir que actuara, haciendo que sus líneas de avance quedasen demasiado extendidas y causando serias bajas en las tropas del 1.º ejército de Rennenkampf, cuya vanguardia apenas llegó a 70 kilómetros de las fuerzas del 2.º ejército. Para colmo, las tropas del 1.er ejército ruso —aunque más numerosas que los alemanes— se habían distanciado demasiado entre sí y fueron fácil blanco de la 1.ª división de caballería alemana y de las tropas de la guarnición de Königsberg.
Para cuando acabó la lucha el 30 de agosto, el 2.º ejército de Samsonov había quedado aniquilado, con 92 000 soldados prisioneros, 78 000 heridos o muertos y solo 10 000 supervivientes. Los alemanes sufrieron menos de 20 000 bajas y capturaron más de 500 cañones. Entre los muertos estaba el propio Samsonov, que se había disparado un tiro en la cabeza en la noche del 29 de agosto de 1914, rehusando sobrevivir a la derrota para dar explicaciones sobre el desastre.

## Consecuencias
La batalla de Tannenberg fue seguida pocos días después por la primera batalla de los Lagos Masurianos, que supuso la expulsión de los rusos de territorio alemán, en tanto el 1.º Ejército de Rennenkampf quedó ahora sobreextendido, carente de suministros y atacado por el victorioso 8.º ejército alemán. No obstante, estas dos batallas no supusieron un cambio drástico en el rumbo de la guerra, pues simultáneamente los rusos habían obtenido una resonante victoria frente a Austria-Hungría en su campaña sobre Lvov, la cual forzó a los alemanes a distraer fuerzas en ayudar a los austrohúngaros.
Por otra parte, el gran éxito obtenido disparó el prestigio tanto de Hindenburg como de Ludendorff y preparó el camino para la ascensión de este último a la cima del poder efectivo, convirtiendo así el Gobierno alemán en una auténtica dictadura militar.